# Lijst van hoogste zendmasten ter wereld
In deze lijst van hoogste zendmasten ter wereld staan de 50 hoogste televisie- en telecommunicatietorens ter wereld.
De lijst is initieel gebaseerd op de lijst van 50 hoogste torens zoals gedefinieerd door The Global Tall Building Database of the CTBUH (torens gemarkeerd met *).
| Nr | Toren                               | Jaar | Land                | Plaats                 | Hoogte | Opmerkingen                                                    | Afbeelding | Referentie |
| -- | ----------------------------------- | ---- | ------------------- | ---------------------- | ------ | -------------------------------------------------------------- | ---------- | ---------- |
| 1  | Tokyo Skytree                       | 2012 | Japan               | Sumida (Tokio)         | 634 m  | Ter vervanging van de Tokiotoren                               |            | *          |
| 2  | KVLY-TV-mast                        | 1963 | Verenigde Staten    | Blanchard              | 629 m  |                                                                |            | [ 3 ]      |
| 3  | Canton TV Tower                     | 2010 | China               | Guangzou               | 600 m  |                                                                |            | *          |
| 4  | CN Tower                            | 1976 | Canada              | Toronto                | 553 m  |                                                                |            | *          |
| 5  | Ostankino-toren                     | 1967 | Rusland             | Moskou                 | 540 m  | In 2000 leidde brand tot renovatie                             |            | *          |
| 6  | Oriental Pearl Tower                | 1995 | China               | Shanghai               | 468 m  |                                                                |            | *          |
| 7  | Borj-e Milad                        | 2003 | Iran                | Teheran                | 435 m  |                                                                |            | *          |
| 8  | Menara Kuala Lumpur                 | 1995 | Maleisië            | Kuala Lumpur           | 420 m  |                                                                |            | *          |
| 9  | Tianjin Radio1 and Television Tower | 1991 | China               | Tianjin                | 415 m  |                                                                |            | *          |
| 10 | Zendstation Gufuskálar              | 1963 | IJsland             | Hellissandur           | 412 m  |                                                                |            |            |
| 11 | Zhongyuan-toren                     | 2011 | China               | Zhengzhou              | 388 m  |                                                                |            | *          |
| 12 | Central Radio and TV Tower          | 1992 | China               | Peking                 | 387 m  | Volgens Structurae.net: 405m                                   |            | *          |
| 13 | Televisietoren van Kiev             | 1973 | Oekraïne            | Kiev                   | 385 m  | Hoogste open staalconstructie ter wereld                       |            | *          |
| 14 | Televisietoren van Tasjkent         | 1985 | Oezbekistan         | Tasjkent               | 375 m  |                                                                |            | *          |
| 15 | Gerbrandytoren                      | 1961 | Nederland           | IJsselstein            | 375 m  | Gedeeltelijk getuid                                            |            | [ 8 ]      |
| 16 | Liberation Tower                    | 1996 | Koeweit             | Koeweit                | 372 m  |                                                                |            | *          |
| 17 | Televisietoren van Almaty           | 1983 | Kazachstan          | Almaty                 | 371 m  |                                                                |            | *          |
| 18 | Radio- en televisietoren van Riga   | 1987 | Letland             | Riga                   | 368 m  |                                                                |            | *          |
| 19 | Berliner Fernsehturm                | 1969 | Duitsland           | Berlijn                | 368 m  |                                                                |            | *          |
| 20 | Belmont transmitting station        | 1965 | Verenigd Koninkrijk | Lincolnshire           | 351 m  | getuide mast voor het uitzenden van FM en van TV               |            |            |
| 21 | Stratosphere Tower                  | 1996 | Verenigde Staten    | Las Vegas              | 350 m  |                                                                |            | *          |
| 22 | West Pearl Tower                    | 2004 | China               | Chengdu                | 339 m  |                                                                |            | *          |
| 23 | Macau Tower                         | 2001 | China               | Macau                  | 338 m  |                                                                |            | *          |
| 24 | Europaturm                          | 1979 | Duitsland           | Frankfurt am Main      | 337 m  |                                                                |            | *          |
| 25 | Dragon Tower                        | 2000 | China               | Harbin                 | 336 m  |                                                                |            | *          |
| 26 | Tokiotoren                          | 1958 | Japan               | Tokio                  | 333 m  | In 2012 als zendmast vervangen door de Tokyo Skytree           |            | *          |
| 27 | Televisietoren WITI                 | 1962 | Verenigde Staten    | Shorewood (Wisconsin)  | 329 m  |                                                                |            | [ 9 ]      |
| 28 | Emley Moor-toren                    | 1970 | Verenigd Koninkrijk | Emley Moor (Yorkshire) | 329 m  | Volgens Structurae.net: 330 m                                  |            | *          |
| 29 | Sky Tower                           | 1997 | Nieuw-Zeeland       | Auckland               | 328 m  |                                                                |            | *          |
| 30 | Televisietoren van Vilnius          | 1980 | Litouwen            | Vilnius                | 326 m  |                                                                |            | *          |
| 31 | Zendmast van Linyi                  | 2010 | China               | Linyi                  | 326 m  |                                                                |            | *          |
| 32 | KCTV-toren                          | 1956 | Verenigde Staten    | Kansas City (Missouri) | 318 m  |                                                                |            |            |
| 33 | Televisietoren van Tallinn          | 1980 | Estland             | Tallinn                | 312 m  | Volgens Structurae.net: 314 m                                  |            | *          |
| 34 | Televisietoren van Jerevan          | 1977 | Armenië             | Jerevan                | 312 m  |                                                                |            | *          |
| 35 | Televisietoren van Wuhan            | ?    | China               | Wuhan                  | 311 m  |                                                                |            | [ 12 ]     |
| 36 | Televisietoren Jiangsu Nanjing      | 1996 | China               | Nanjing                | 310 m  | Volgens Structurae.net: 318,5m                                 |            | *          |
| 37 | Televisietoren van Bakoe            | 1996 | Azerbeidzjan        | Bakoe                  | 310 m  |                                                                |            | *          |
| 38 | Televisietoren van Sint-Petersburg  | 1985 | Rusland             | Sint-Petersburg        | 310 m  |                                                                |            | *          |
| 39 | Liaoning Broadcast and TV Tower     | 1989 | China               | Shenyang               | 306 m  |                                                                |            | *          |
| 40 | Sydney Tower                        | 1981 | Australië           | Sydney                 | 305 m  | Volgens Structurae.net: 304 m                                  |            | *          |
| 41 | Televisietoren Smilde               | 1959 | Nederland           | Hoogersmilde           | 303 m  | Toren ingestort in 2011, herbouwd in 2012. Gedeeltelijk getuid |            |            |
| 42 | Zendmast van Bhuj                   | 1999 | India               | Bhuj                   | 300m   |                                                                |            | *          |
| 43 | VRT-toren                           | 1996 | België              | Sint-Pieters-Leeuw     | 300 m  |                                                                |            | *          |
| 44 | Zendmast van Jaisalmer              | 1993 | India               | Jaisalmer              | 300 m  |                                                                |            | *          |
| 45 | Televisietoren van Mumbai           | ?    | India               | Mumbai                 | 300 m  |                                                                |            | [ 15 ]     |
| 46 | Eiffeltoren                         | 1889 | Frankrijk           | Parijs                 | 300 m  | 300 meter + 24 meter antenne                                   |            | *          |
| 47 | Fernmeldeturm Nürnberg              | 1977 | Duitsland           | Neurenberg             | 293 m  |                                                                |            | *          |
| 48 | Zendmast van Shuzhou                | 1998 | China               | Zhuzhou                | 293 m  |                                                                |            | *          |
| 49 | Olympiaturm                         | 1968 | Duitsland           | München                | 291 m  |                                                                |            | *          |
| 50 | Star Tower                          | 1991 | Verenigde Staten    | Cincinnati             | 291 m  |                                                                |            | [ 16 ]     |
| 51 | Zendmast Egem                       | 1973 | België              | Egem (Pittem)          | 290 m  |                                                                |            | [ 17 ]     |

Nb.: De Mast van Radio Warschau te Gąbin (Polen) was met haar 646 m lange tijd het hoogste gebouw ter wereld, maar komt niet in de bovenstaande lijst voor. Tijdens de renovatie van 1991 stortte het in. De toren werd niet herbouwd.